# Myrmeleon validus
Myrmeleon validus là một loài côn trùng trong họ Myrmeleontidae thuộc bộ Neuroptera. Loài này được McLachlan miêu tả năm 1894.